# José María Zeledón Brenes
José María Zeledón Brenes, ps. Billo (ur. 27 kwietnia 1877 w San Jose, zm. 6 grudnia 1949) – kostarykański dziennikarz, polityk i poeta, autor słów do hymnu narodowego Kostaryki (1903).
Stracił rodziców będąc dzieckiem. W 1920 został deputowanym do parlamentu, swoją pensję przekazywał na rzecz dwóch szkół podstawowych. Wydał trzy tomiki poezji: Musa nueva, Jardin para Ninos, Alma infantil. W 1977 roku nadano mu tytuł zasłużonego dla ojczyzny. W Curridabat znajduje się dzielnica nazwana jego imieniem.